# اودراده
اودراده (به آلمانی: Odderade) یک شهر در آلمان است که در دیمارشن واقع شده‌است. اودراده ۳۲۶ نفر جمعیت دارد.